# Штефан Тунберґ
Штефан Тунберґ, народжений як Ян Борис Штефан Сумоня (30 червня 1968, Стокгольм) — шведський сценарист і письменник.

## Життя
Батько Штефана Тунберґа та його троє братів були членами банди «Militärligan», яка здійснила кілька пограбувань банків і серйозних пограбувань у Швеції між 1991 і 1993 роками. Стефан Тунберг зміг уникнути цих вчинків і відвідував художню школу. З 2003 року працює сценаристом.
Серед іншого, він написав сценарії для екранізацій кримінального серіалу Курта Валландера 2006 року.
У 2014 році разом з Андерсом Рослундом під псевдонімом Антон Свенссон створив автобіографічний трилер «Made in Sweden» про видовищну серію пограбувань банків у Швеції на початку 1990-х років, до яких були залучені його батько-тиран і троє його братів. У 2017 році вийшло продовження.
У 2017 році він створив концепцію трилерного мінісеріалу Farang. У 2018 році він став співавтором сценаріїв для кримінального серіалу Jägarna

## Фільмографія (вибірка)
- 1997: Банда Йонссона — новий план Карла-Інґвара (Lilla Jönssonligan på styva linan)
- 2003: Föräldramätet (короткометражний фільм)
- 2005: Van Veeteren (телесеріал, 2 серії)
- 2005—2006: Гокан Нессер (телесеріал, 4 серії)
- 2006—2013: Волландер Манкелла (Wallander, серіал, 6 серій)
- 2011: Ніч мисливців (Jägarna 2)
- 2012: Агент Гамільтон: В інтересах нації (Hamilton: I nations intresse)
- 2012: Агент Гамільтон 2 — На особистому завданні (Hamilton: Men inte om det gäller din dotter)
- 2018—2021: Мисливець — Смертельна жадібність (Jägarna, серіал, 12 серій)
- 2021: Гус — Злочин на фіорді (Huss, серіал, 5 серій)

## Публікації
- 2014: Made in Sweden, роман (разом з Андерсом Рослундом)
- 2017: Інший, роман (разом з Андерсом Рослундом)

## Вебпосилання
- Штефан Тунберґ на IMDb
- Штефан Тунберґ у базі даних Svenska Filminstitutet (англ./швед.)